# Cerastes boehmei
Cerastes boehmei ist eine 2010 erstmals beschriebene Vipernart der Gattung Cerastes mit zentralem Vorkommen in Tunesien. Die Art wurde von Philipp Wagner und Thomas Wilms beschrieben. Das Artepitheton boehmei ehrt den deutschen Herpetologen Wolfgang Böhme für seine Beiträge zur afrikanischen Herpetologie.

## Merkmale
Cerastes boehmei hat einen langen, schlanken Körper, der abgeflacht und im Querschnitt oval ist. Der juvenile Holotyp ist 21,8 cm lang. Der Kopf ist abgeflacht, dreieckig und vom Hals deutlich abgesetzt. Die kleinen bis mittelgroßen Augen sitzen an den Kopfseiten, sind aber leicht aufwärts gerichtete. Ihre Pupillen sind vertikal elliptisch. Die Hörnchen über den Augen bestehen nicht aus einer einzelnen, langen Überaugenschildschuppe (Subocularia), wie bei der Wüsten-Hornviper (C. cerastes) und der Arabischen Hornviper (C. gasperettii), sondern sind aus mehreren mittelgroßen Schuppen zusammengesetzt. Die Nasenöffnungen sind schlitzförmig. Unterhalb der Augen befinden sich 25 Unteraugenschilde (Subocularia), außerdem besitzen die Schlangen 11 bis 12 Oberlippenschilde (Supralabialia).
Die Anzahl der Bauchschuppen (Scutum ventrale) liegt bei 110, die der Schwanzschuppen (Scutum subcaudale) bei 25. 19 Schuppenreihen zählt man um den Vorderkörper 21 oder 26 um den mittleren Teil des Rumpfes und 16 um den Hinterkörper. Die 107 Schuppen entlang der Wirbelsäule sind nicht vergrößert
Cerastes boehmei ist einfarbig gelblich bis sandfarben mit einigen dunkleren Mustern auf dem mittleren und hinteren Körperteil.

## Lebensraum und Lebensweise
Cerastes boehmei wurde bisher nur in Zentraltunesien in der Nähe von Beni Kadeche gefunden und die Art könnte in der Region endemisch sein. Über die Lebensweise der Viper ist so gut wie nichts bekannt. Wegen ihrer Färbung wird angenommen, dass sie sandige Habitate bewohnt. Ein in Gefangenschaft gehaltenes Weibchen brachte fünf lebende Jungtiere zur Welt, was auf eine nahe Verwandtschaft mit der ovoviviparen Avicennaviper (Cerastes vipera) hindeutet.